# ジャナクプル

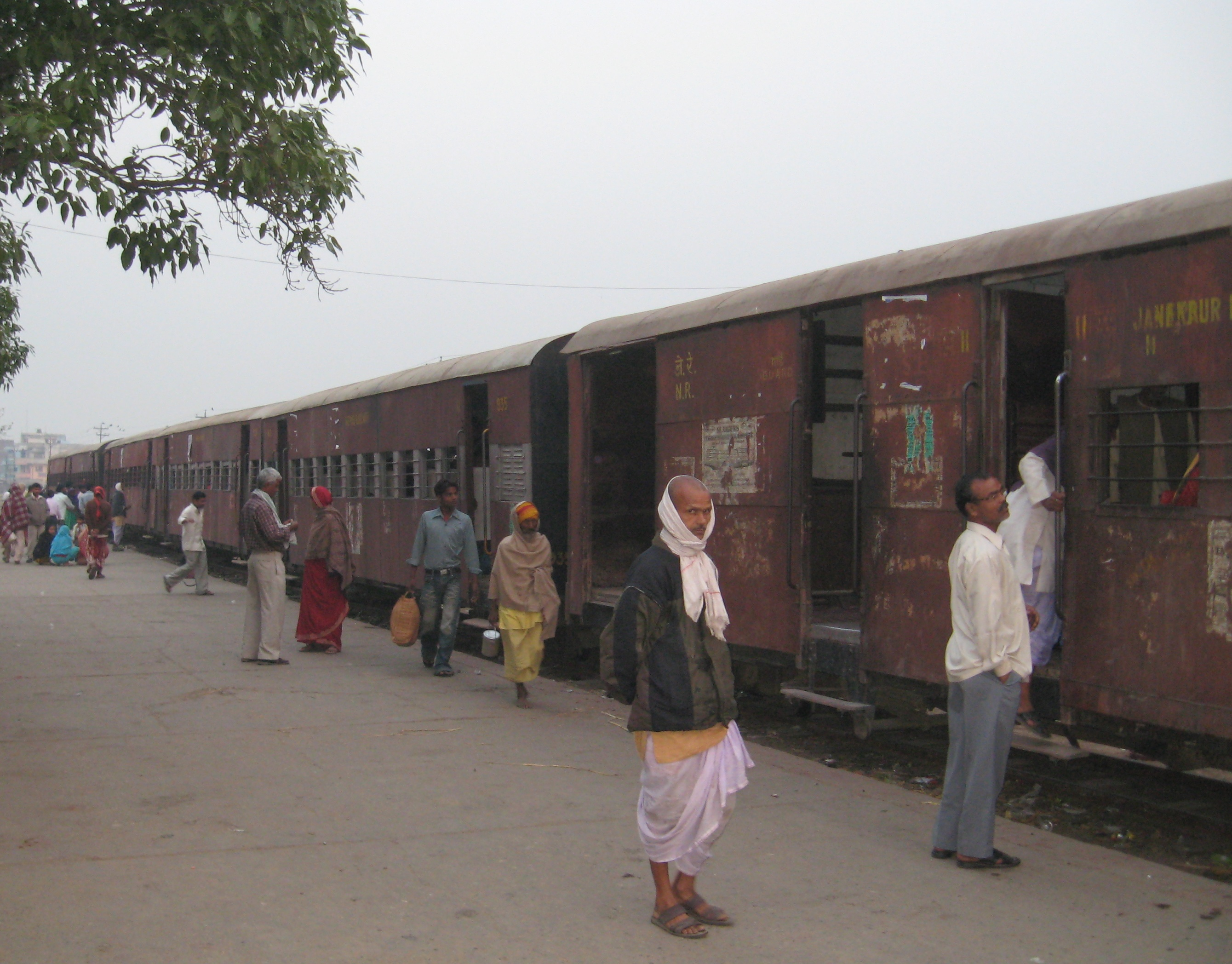
ジャナクプル鉄道

ジャナクプル（ネパール語: जनकपुर）は、ネパール南東部のマデシ州の州都。
ダヌシャ郡の郡都でもある。
2021年の人口は19万5438人。
ジャナクプルダム (Janakpurdham) ともいう。
北緯26°42'44" 、東経85°55'18"。
カトマンズ南東方向に400km、インド国境からは20kmの場所、いわゆるマデシ(タライ)地方に位置する。
ヒンドゥー教の聖地。
古代インドの叙事詩『ラーマーヤナ』の舞台の一つ。
主人公ラーマの妃シーターが生まれた場所とされ、また、ラーマとシーターが結婚した場所とされる。
この神話に関連した寺院が多く存在し、信仰を集めている。
インドのビハール州北部とまたがるミティラー地方にあり、マイティリ語が話され、独自の文化を持つ。
この地方で描かれるミティラー画はピカソにも影響を与えた。
また、ネパール唯一の鉄道、ジャナクプル鉄道がある。

## ジャナキ寺
ジャナクプルにあるジャナキ寺院は、印象的な建築の傑作であり、ヒンドゥー教徒にとって重要な宗教的中心地。この寺は1910年に建設され、神様シーター（ラーマ神の妻）に捧げられており、ネパールで最も重要な寺の一つとされている。寺は、その見事なネパールの建築様式と、ラーマーヤナのシーンが描かれた芸術的な彫刻や絵画で装飾された華やかな内装で知られている。
この寺は毎年数千人の巡礼者や観光客を引き寄せ、特にラーマナバミ祭の期間中はラーマ神の誕生を祝うイベントが行われ、多くの人々が集まる。寺の霊的な雰囲気と周囲の庭は、訪れる人々に静けさと思索の場を提供します。ジャナキ寺の宗教的意義と文化的関連性は、ジャナクプルとミティラ地域の遺産の重要な部分となっている。
また、寺は数多くの小さな寺院や聖地に囲まれており、霊的な環境を豊かにしている。この地域の活気ある文化は、寺で行われる祭りや儀式に反映されており、ネパールの深く根付いた伝統を探求したい人々にとって、ジャナキ寺は魅力的な目的地となっている。

## 主な観光地
1. ジャーナキー寺院 (Janaki Mandir)：『ラーマーヤナ』の主人公ラーマの妃、シーター（ジャーナキー）を祀る寺院。巡礼地で町の中心。インド風建築
2. ラム寺院 (Ram Mandir)：町で最も古いネパール層塔建築様式の寺院
3. Vivah Mandap with its beautiful garden：庭園のある寺院
4. Ratna Sagar Temple：池のある寺院
5. ラム・ジャナキ結婚寺院 (Ram Janaki Biwaha Mandap)：ラーマとシーターの結婚を再現する寺院
6. ガンガ・サガル池 (Ganga Sagar)：神聖な池
7. ダヌス・サガル池 (Dhanush Sagar)：神聖な池
8. シヴァ寺院 (The Shiva Mandir)
9. ハヌマン寺院 (The Old Hanuman Mandir)
10. ジャナクプル鉄道 (The Janakpur Rail)：インドに通じるネパール唯一の鉄道、狭軌